# Газі-Барадж
Газі-Барадж — останній незалежний емір Волзької Булгарії у 1229—1230 і 1236—1242 роках.

## Життєпис
Походив з династії Дуло, суварської гілки. Правнук еміра Шамгуна, син Азана. Про молоді роки обмаль відомостей. 1229 року зумів повалити свого родича — еміра Алтинбека. Того ж року зіткнувся з монгольським вторгненням. Зазнав низку поразок біля річки Джаїк. E результаті невдоволені військовики й знать 1230 року повалили Газі-Бараджа, повернувши на трон Алтинбека.
1236 року після смерті Алтинбека повернув собі владу. Проте зіткнувся з новою монгольською навалою. У відкритій битві зазнав поразки. За цим монгольські війська на чолі з Бату-ханом обложили і захопили столицю Біляр, міста Великий Болгар, Сувар, Джукетау і низку укріплень. Частина жителів була вбита або продана в рабство, інша частина жителів тікала на північ у непрохідні лісові масиви. Сам Газі-Барадж зумів сховатися.
1238 року скористався походом монголів проти Північно-Східної Русі відновив владу у Волзькій Болгарії. Чинив спротив до 1240 року, коли знову зазнав поразки. Зрештою вимушений був підкоритися хану Бату. Помер 1242 року, зберігаючи титули еміра й кана. Йому с падкував син Гішам II, за правління якого 1243 року Волзька Болгарія була перетворена на Булгарський улус Золотої Орди.